# Ребекка де Морней
Ребекка де Морней (англ. Rebecca De Mornay; 29 серпня 1959) — американська акторка, режисерка та продюсерка.

## Життєпис
Народилася 29 серпня 1959 року в місті Санта-Роза, штат Каліфорнія. Її батьки Джордж Волтер Пірч і Джулі Ігар розлучилися, а прізвище де Морней вона отримала від вітчима. Після його смерті матір разом з Ребеккою і її братом переїхали з Північної Каліфорнії в Європу. Ребекка вчилася у Франції. Закінчивши середню школу і коледж, вона повернулася в Нью-Йорк. Вивчала акторську майстерність в Акторської Студії Лі Страсберга.
Дебютувала в кіно у фільмі «Від щирого серця» Френсіса Форда Копполи. Знімалася у таких фільмах, як «Ризикований бізнес» (1983), «Потяг-утікач» (1985), «І бог створив жінку» (1988), «Рука, що качає колиску» (1992).

## Особисте життя
Була одружена з 1989 по 1990 рік з Брюсом Вагнером, з 1995 по 2002 рік з Патріком О'Нілом, від якого народила двох дочок — Софію де Морней-О'Ніл (16 листопада 1997) та Вероніку де Морней-О'Ніл (31 березня 2001).

## Фільмографія

### Акторка
| Рік  |    | Українська назва                        | Оригінальна назва                 | Роль                           |
| ---- | -- | --------------------------------------- | --------------------------------- | ------------------------------ |
| 1981 | ф  | Від щирого серця                        | One from the Heart                | дублер                         |
| 1983 | ф  | Ризикований бізнес                      | Risky Business                    | Лана                           |
| 1983 | ф  | Заповіт                                 | Testament                         | Кеті Піткін                    |
| 1985 | ф  | Дружина бейсболіста                     | The Slugger's Wife                | Деббі Палмер                   |
| 1985 | ф  | Потяг-утікач                            | Runaway Train                     | Сара                           |
| 1985 | ф  | Поїздка в Баунтіфул                     | The Trip to Bountiful             | Тельма                         |
| 1986 | с  | Розповіді й легенди долини              | Tall Tales & Legends              | Сью                            |
| 1986 | тф | Вбивства на вулиці Морг                 | The Murders in the Rue Morgue     | Клер Дюпен                     |
| 1986 | ф  | Сміх у темряві                          | Laughter in the Dark              |                                |
| 1987 | ф  | Красуня і чудовисько                    | Beauty and the Beast              | Красуня                        |
| 1988 | ф  | І Бог створив жінку                     | And God Created Woman             | Робін Шей                      |
| 1988 | ф  | Федерали (фільм)                        | Feds                              | Елізабет де Вітт               |
| 1989 | ф  | Ділки                                   | Dealers                           | Анна Шуман                     |
| 1990 | тф | На світанку                             | By Dawn's Early Light             | капітан Моро                   |
| 1991 | тф | Незручна жінка                          | An Inconvenient Woman             | Фло                            |
| 1991 | ф  | Зворотна тяга                           | Backdraft                         | Гелен Маккефрі                 |
| 1992 | ф  | Рука, що качає колиску                  | The Hand That Rocks the Cradle    | місіс Мотт / Пейтон Фландерс   |
| 1993 | ф  | Винен поза підозрою                     | Guilty as Sin                     | Дженніфер Гейнс                |
| 1993 | ф  | Три мушкетери                           | The Three Musketeers              | Графиня Д'Вінтер               |
| 1993 | тф | Наосліп                                 | Blind Side                        | Лінн Кейнс                     |
| 1994 | тф | Вихід на волю                           | Getting Out                       | Арлін Голсклав                 |
| 1995 | с  | За межею можливого                      | The Outer Limits                  | жінка                          |
| 1995 | ф  | Ніколи не розмовляй з незнайомцями      | Never Talk to Strangers           | доктор Сара Тейлор             |
| 1996 | ф  | Переможець                              | The Winner                        | Луїза                          |
| 1997 | тф | Сяйво                                   | The Shining                       | Вініфред Торранс               |
| 1998 | тф | Шлюб з розрахунку                       | The Con                           | Барбара Бітон / Ненсі Тороугуд |
| 1999 | тф | Довгий шлях додому                      | Night Ride Home                   | Нора Малер                     |
| 1999 | ф  | Хитрий злодій                           | Thick as Thieves                  | Петрон                         |
| 1999 | ф  | Столик на одного                        | A Table for One                   | Рут Дрейпер                    |
| 1999 | с  | Швидка допомога                         | ER                                | Елейн Ніколс                   |
| 2000 | ф  | Пристрасть                              | The Right Temptation              | Деріан Макколл                 |
| 2000 | тф | Простір для маневру                     | Range of Motion                   | Лейні Берман                   |
| 2001 | тф | Дівчатка у великому місті               | A Girl Thing                      | Кім Маккормак                  |
| 2002 | тф | Судовий процес над салемськимі відьмами | Salem Witch Trials                | Елізабет Перріс                |
| 2003 | ф  | Ідентифікація                           | Identity                          | Керолайн Сюзанн                |
| 2003 | с  | Бумтаун                                 | Boomtown                          | «Сабріна Фітіан» Джилл Фостер  |
| 2004 | с  | Практика                                | The Practice                      | Ханна Роуз                     |
| 2004 | ф  | Піднеси свій голос                      | Raise Your Voice                  | тітка Ніна                     |
| 2005 | ф  | Королі Догтауна                         | Lords of Dogtown                  | Філейн                         |
| 2005 | ф  | Непрохані гості                         | Wedding Crashers                  | місіс Крюгер                   |
| 2006 | с  | Закон і порядок: Спеціальний корпус     | Law & Order: Special Victims Unit | Тесса Маккеллен                |
| 2007 | с  | Джон із Цинциннаті                      | John from Cincinnati              | Сіссі Йост                     |
| 2007 | ф  | Музика всередині                        | Music Within                      | мама Річарда                   |
| 2007 | ф  | Американська Венера                     | American Venus                    | Селія                          |
| 2010 | ф  | Привіт, Джулі!                          | Flipped                           | Петсі Лоскі                    |
| 2010 | ф  | День матері                             | Mother's Day                      | Наталі «Мати» Коффін           |
| 2012 | ф  | Американський пиріг: Знову разом        | American Reunion                  | Рейчел, мама Фінча             |
| 2012 | ф  | Апартаменти 1303                        | Apartment 1303 3D                 | Медді Слейт                    |
| 2013 | тф | Гетфілди і Маккої                       | Hatfields & McCoys                | Мері Гетфілд                   |
| 2013 | с  | Гаваї 5.0                               | Hawaii Five-0                     | Барбара Котчін                 |
| 2015 | ф  | Комір                                   | Collar                            | мер Рамона «Номі» Біллінгслі   |
| 2016 | ф  | Я - Гнів                                | I Am Wrath                        | Вівіан Гілл                    |
| 2016 | с  | Люцифер                                 | Lucifer                           | Пенелопа Декер                 |
| 2024 | ф  | Пітер П'ять Вісім                       | Peter Five Eight                  | Сем                            |

### Режисерка, продюсерка
| Рік  |   | Українська назва                   | Оригінальна назва       | Роль                 |
| ---- | - | ---------------------------------- | ----------------------- | -------------------- |
| 1995 | с | За межею можливого                 | The Outer Limits        | режисерка            |
| 1995 | ф | Ніколи не розмовляй з незнайомцями | Never Talk to Strangers | виконавча продюсерка |
| 1996 | ф | Переможець                         | The Winner              | виконавча продюсерка |
| 1999 | ф | Столик на одного                   | A Table for One         | виконавча продюсерка |